# شش‌شهر دوری
شش‌شهر دوری (یونانی باستان: Δωρικὴ Ἑξάπολις یا Δωριέων Ἑξάπολις) یا شش‌شهر دوریان (به یونانی باستان: Δωρικὴ Ἑξάπολις یا Δωριέων Ἑξάπολις) اتحادیه‌ای از شش شهر با بنیان‌گذاری دوری‌ها در جنوب‌باختری آناتولی و جزایر مجاور بود که کمابیش با ناحیه‌ای که به نام «دوریس» یا «دوریس در آسیا» (Δωρίς ἡ ἐν Ἀσίᾳ) شناخته می‌شد، هم‌پوشانی داشت و شامل این شهرها می‌شد:
- کوس، در جزیره کوس
- کنیدوس در کاریه
- هالیکارناس در کاریه
- لیندوس، در جزیره رودس
- یالیسوس در رودس
- کامیروس در رودس

اعضای این شش‌شهر جشنواره‌ای همراه با بازی‌ها در دماغه تریوپیان نزدیک کنیدوس، به افتخار آپولون تریوپیایی برگزار می‌کردند. جوایز این بازی‌ها سه‌پایه‌های مفرغی بود که برندگان می‌بایست آن‌ها را در معابد باستانی یونانِ آپولون تقدیم کنند. هالیکارناس از اتحادیه اخراج شد زیرا یکی از شهروندانش سه‌پایه را پیش از تقدیم به معبد، به خانهٔ خود برد. از آن پس این اتحادیه به «پنج‌شهر دوری» تغییر یافت (هرودوت ۱٫۱۴۴).
پلینی (۵٫۲۸) می‌نویسد: «کاریه دوریس میانی را فراگرفته و از دو سوی به دریا می‌رسد»؛ بدین معنا که دوریس از همه طرف به‌جز کرانهٔ دریایی‌اش با کاریه هم‌مرز است. او آغاز دوریس را از کنیدوس می‌داند. در خلیج دوریس، او شهرهایی چون لوکوپولیس و هاماکسیتوس  را جای می‌دهد. پژوهشگران کوشیده‌اند مشخص کنند که منظور پلینی از «خلیج دوریس» کدام یک از دو خلیج است و محتمل‌تر را خلیج سرامیک می‌دانند. این دوریسِ پلینی، سرزمین دوریانی است که توسیدید (۲٫۹) به جای نام سرزمین، با نام مردمانش یاد می‌کند: دوریان، همسایگان کاری‌ها. بطلمیوس (۵٫۲) دوریس را بخشی از آسیا دانسته و شهرهایی چون هالیکارناس، سراموس و کنیدوس را در آن جای داده است. کاربرد نام دوریس برای بخشی از آسیا در منابع دیگر دیده نمی‌شود.
در دیژست (۵۳۳)، جلد دوم بدنه قانون مدنی به گردآوری ژوستینین یکم (۵۶۵–۵۲۷ میلادی) در امپراتوری بیزانس، دیدگاه حقوقی یولیوس پائولوس در آغاز بحران قرن سوم (۲۳۵ میلادی) دربارهٔ قانون رودسی (Lex Rhodia) آمده است. این قانون که در حدود ۱۰۰۰ تا ۸۰۰ پیش از میلاد در جزیره رودس، به‌عنوان یکی از اعضای شش‌شهر دوری، شکل گرفت، اصل زیان همگانی در بیمهٔ دریایی را بیان می‌کرد. احتمالاً این قانون به دست فنیقی‌ها و در جریان یورش دوریان و ظهور مردمان دریا در اعصار تاریک یونان (حدود ۱۱۰۰ تا ۷۵۰ پیش از میلاد) پدید آمد و به گسترش یونانی دوری و گویش‌های یونانی باستان انجامید. قانون «زیان همگانی» از اصول بنیادین بیمه به‌شمار می‌رود.